# Lycée Claude-de-France
Pour les articles homonymes, voir Claude de France.
Le lycée Claude-de-France est un établissement d'enseignement secondaire et supérieur français de l'académie d'Orléans-Tours situé dans la ville de Romorantin-Lanthenay en Centre-Val de Loire.
Les effectifs du lycée se partagent entre les classes de préparation au baccalauréat et les classes BTS, il y a environ 1 248 élèves à la rentrée 2017-2018.

## Histoire
Vers 1773, Nicolas Millot fonda le premier collège de Romorantin. Cette institution recevait déjà des pensionnaires et des externes. On y enseignait les premiers principes de la grammaire comme la rhétorique. En 1842, la municipalité de Romorantin acheta les locaux du bureau de bienfaisance, rue du Four à Chaux, pour y installer le collège communal. Ces bâtiments, en partie du XVIe siècle, abritaient un internat garçons (16 internes en 1901). 

### Durant la Première et Seconde Guerre Mondiale
Des classes primaires et enfantines au baccalauréat de philosophie et mathématiques élémentaires, les élèves étaient instruits par une équipe pédagogique restreinte d'environ dix enseignants avant 1939. On y enseignait le latin et le grec, mais aussi l'anglais et l'allemand. Romorantin s'enorgueillissait de bien peu de bacheliers chaque année, il n'y en eut qu'un en 1935 puis seulement deux en 1936[réf. souhaitée]. Une école primaire supérieure fonctionnait dans les mêmes locaux.
Durant la Première Guerre mondiale, le collège fut transformé en hôpital pour accueillir les blessés du front. À la rentrée scolaire de 1939, les élèves auraient dû inaugurer les locaux neufs du collège au 41 bis faubourg d'Orléans. Mais ces derniers furent occupés par les Allemands durant toute la guerre. Le Collège Classique et Moderne ne put s'y installer qu'au 1er octobre 1945 (externat et internat garçons).

### Depuis 1961
Le 15 septembre 1961, le C.E.T (Collège d'Enseignement Technique) s'installait dans les locaux neufs construits dans le parc du collège. En 1965, les classes du C.E.G (Collège d'Enseignement Général, ancien Cours Complémentaire de jeunes filles), sont rattachées au premier cycle du collège. En septembre 1967, le lycée déménage au 9-11 avenue de Paris, adresse actuelle, dans une cité scolaire neuve (avec ouverture d'un internat filles). En février 1972, les ateliers du C.E.T sont transférés avenue de Paris et en septembre 1972, un nouvel internat filles est construit.

## Taux de réussite
Le lycée Claude-de-France se classe en 2019 comme le 929e lycée sur 2277 et le 4e sur les neuf lycées du département de Loir-et-Cher.
| Bac/Année | 2013 | 2014 | 2015  | 2016 | 2017 | 2018  |
| --------- | ---- | ---- | ----- | ---- | ---- | ----- |
| L         | 93 % | 95 % | 100 % | 93 % | 94 % | 100 % |
| ES        | 89 % | 96 % | 94 %  | 87 % | 91 % | 92 %  |
| S         | 92 % | 84 % | 89 %  | 93 % | 89 % | 87 %  |
| STMG      | 93 % | 96 % | 95 %  | 97 % | 99 % | 96 %  |
| STI2D     | 77 % | 93 % | 95 %  | 92 % | 85 % | 92 %  |
| Total     | 91 % | 91 % | 93 %  | 92 % | 91 % | 92 %  |

## Dans la culture
En 2022, le lycée Claude-de-France apparaît dans la bande-dessinée de science-fiction Cohabitation de Xavier Crespo.